# Unione Sportiva Sassuolo Calcio 2002-2003
Questa pagina raccoglie le informazioni riguardanti l'Unione Sportiva Sassuolo Calcio nelle competizioni ufficiali della stagione 2002-2003.

## Rosa
| N. |                   | Ruolo | Calciatore             |
| -- | ----------------- | ----- | ---------------------- |
|    | Italia (bandiera) | A     | Federico Balestri (II) |
|    | Italia (bandiera) | D     | Samuele Barsotti       |
|    | Italia (bandiera) | C     | Simone Batti           |
|    | Italia (bandiera) | A     | Roberto Bischeri       |
|    | Italia (bandiera) | A     | Matteo Bogani          |
|    | Italia (bandiera) | C     | Andrea Fattizzo        |
|    | Italia (bandiera) | D     | Andrea Fiumana         |
|    | Italia (bandiera) | C     | Davide Fraccaro        |
|    | Italia (bandiera) | D     | Andrea Ghetti          |
|    | Italia (bandiera) | C     | Marco Giandebiaggi     |
|    | Italia (bandiera) | P     | Paolo Ginestra         |
|    | Italia (bandiera) | C     | Luca Grilli            |
|    | Italia (bandiera) | A     | William Guarnieri      |
|    | Italia (bandiera) | D     | Marcello Lambrughi     |

| N. |                      | Ruolo | Calciatore        |
| -- | -------------------- | ----- | ----------------- |
|    | Italia (bandiera)    | C     | Ermanno Leoni     |
|    | Italia (bandiera)    | C     | Emiliano Maddè    |
|    | Italia (bandiera)    | A     | Paolo Mandelli    |
|    | Italia (bandiera)    | C     | Gianni Munari     |
|    | Italia (bandiera)    | C     | Eugenio Nicoletti |
|    | Italia (bandiera)    | A     | Alonso Piola      |
|    | Italia (bandiera)    | D     | Daniele Ricci     |
|    | Italia (bandiera)    | D     | Luca Ruopolo      |
|    | Italia (bandiera)    | A     | Simone Silingardi |
|    | Italia (bandiera)    | D     | Davide Stirpe     |
|    | Argentina (bandiera) | A     | Juan Pablo Suarez |
|    | Italia (bandiera)    | C     | Matteo Tacchini   |
|    | Italia (bandiera)    | D     | Daniel Terrera    |
|    | Italia (bandiera)    | C     | Fernando Virone   |